# Кошляк Михайло Іванович
Михайло Іванович Кошляк (5 червня 1907, місто Люботин, Харківська губернія, тепер Харківської області — 1985, Харків) — український радянський діяч, почесний залізничник, депутат Верховної Ради СРСР 4-5-го скликань.

## Біографія
Народився у родині робітника.
У 1927 році закінчив Харківський транспортно-тяговий інститут залізничного транспорту, здобув спеціальність інженера шляхів сполучення.
З 1927 року — помічник начальника станції, інженер, диспетчер, ревізор руху на залізниці, начальник декількох залізничних станцій, у тому числі станції Харків-Пасажирський Південної залізниці.
У 1937—1940 р. — начальник Харківського відділення руху Південної залізниці.
Член ВКП(б) з 1939 року.
У 1940—1941 р. — 1-й заступник начальника Північно-Донецької залізниці.
З 1941 року — начальник Челябінського відділення Південно-Уральської залізниці, заступник начальника Кавказького округу залізниць, 1-й заступник начальника Донецького округу залізниць.
У 1950—1951 роках — начальник Приволзького округу залізниць.
У 1951—1953 р. — начальник управління Південно-Донецької залізниці.
У 1953—1959 р. — начальник управління Уфимської залізниці.
У 1959—1969 р. — головний ревізор із безпеки руху поїздів, член колегії Міністерства шляхів сполучення СРСР.
Із 1970 року — персональний пенсіонер союзного значення у місті Харкові. 
Помер у листопаді 1985 року.

## Нагороди
- три ордени Леніна
- два ордени Трудового Червоного Прапора
- орден «Знак Пошани»
- почесний залізничник СРСР